# LAN Server
LAN Server（LANサーバー）は、IBMが販売していたネットワークオペレーティングシステムである。

## 概要
IBM LAN Serverは、マイクロソフトのLAN Managerとの親戚として、1988年に最初に出荷された。
最初はOS/2拡張版(OS/2 EE)の上で稼働するよう設計された。ネットワーククライアントはIBM LANリクエスタと呼ばれ、OS/2 1.1 拡張版には標準で含まれた。IBMは後にMicrosoft Windows用などにもクライアントを出荷した。プロトコルはNetBIOSを拡張したNetBEUIなどが使用できた。
IBM LAN Serverは、IBM OS/2 LAN Serverとも呼ばれた。またAIXやOS/400などの他のオペレーティングシステム用も存在した。
1996年のOS/2 Warp Serverからは、OS/2 Serverに標準搭載された。競合製品はNetWare、LAN Managerとその後継であるWindows Serverなどであった。

## バージョン
- 1.0 - 1988 - OS/2 拡張版 1.0用
- 1.2 - 1990 - OS/2 拡張版 1.2用
- 1.3 - 1991 - OS/2 拡張版 1.3用
- 2.0 - 1992 - LAN Manager 2.0 相当
- 3.0 - 1993 - Entry版、Advanced版（当バージョン以降はLAN Managerの親戚ではない）
- 4.0 - 1994 - Entry版、Advanced版 - 新しいオブジェクト指向のユーザインターフェース
- 5.0 - 1996 - OS/2 Warp Serverに標準搭載
- 5.1 - 1999 - OS/2 Warp Server for e-businessに標準搭載

前身にはIBM PC LAN Program (PCLP)がある。LAN Server UltimediaやWorkplace On-Demandにも変形版が含まれていた。